# Michel Peynot
Michel Peynot est un ecclésiastique et auteur français, né à Marcillat-en-Combraille (Allier) le 6 septembre 1866 et mort à Cusset (Allier) le 18 mars 1950. 
Il est connu, sous le nom de l'abbé Peynot, pour ses travaux d'histoire locale touchant à la Combraille et d'une manière plus générale au Bourbonnais.

## Biographie
L'abbé Michel Peynot était le fils de Jean Peynot (1833-1918), ancien combattant de la guerre de Crimée, conseiller municipal de Marcillat, et de sa première femme, Marie Mercier. La famille Peynot est une très ancienne famille de la région de Marcillat, attestée au moins depuis un dénombrement de la terre de Marcillat en date du 18 décembre 1443.
Il est né à Villetange(s), village de la commune de Marcillat, le 6 septembre 1866. Orphelin de mère à l'âge de deux ans, il est élevé par ses grands-parents dans un milieu très catholique. Il entre au séminaire et il est ordonné prêtre du diocèse de Moulins le 21 décembre 1889. Il est d'abord vicaire à Busset, puis à Ainay-le-Château, professeur au petit séminaire pendant huit ans, avant de devenir curé de Saint-Yorre (1898-1904), puis de Jenzat (1904-1919). Alors qu'il est à Saint-Yorre, il écrit sur l'histoire de cette ville sa première monographie, qui paraît en 1904.
De 1919 à 1921, il est sans affectation. Nommé curé de La Petite-Marche, près de sa ville natale, en 1921, il y reste jusqu'en 1932, fin de son ministère paroissial. De 1932 à 1936, il vit à la maison de retraite des prêtres à Évaux-les-Bains. Au sein de cette région, il se penche sur la question de la seigneurie de Chambon et émet pour la première fois l'idée d'un fief combraillais autonome alto-médiéval hésitant entre différents pôles voisins. Il séjourne ensuite dans les hôpitaux d'Ébreuil, de Cusset et de Lapalisse et chez les frères maristes de Varennes-sur-Allier. Il termine sa vie à Cusset, au pensionnat de jeunes filles Saint-Joseph, où il meurt le 18 mars 1950.
Il est enterré dans le cimetière de Cusset.
Il était membre de la Société d'émulation du Bourbonnais et de la Société des sciences naturelles, archéologiques et historiques de la Creuse.
Une rue de Marcillat-en-Combraille porte son nom.

## Œuvres
- Saint-Yorre à travers les siècles, généalogie des sires de Chaussin, Moulins, 1904, VI-233 p., ill. (réimpr. sous le titre Histoire de Saint-Yorre, Paris, Res universis, 1990).
- Un gentilhomme bourbonnais : Gervais de La Roche, seigneur de Jenzat, sa vie romanesque, 1550-1641, Gannat, impr. de M. Fontenay-Laruas, 1911, 48 p.
- Vichy féodal et Maison noble de Vichy, préface d'Antonin Mailat, Moulins, Crépin-Leblond, 1926, VIII-190 p. et planches.
- Marcillat et ses environs, La Petite-Marche, 1927 (réimpr. Marseille, Laffitte Reprints, 1980).
- La Combraille : baronnie-bailliage de Combraille, prévôté d'Evaux, prévôté de Chambon, abbaye de Bellaigue, Guéret, J. Lecante, 1931, 702 p. (réimpr. Marseille, Laffitte Reprints, 1980 ; Paris, Le Livre d'histoire, 2003).

L'abbé Peynot est aussi l'auteur d'un recueil de poèmes, Brise du soir, poèmes (1912-1913), Moulins, Crépin-Leblond, 1930.